# قلعة نو (تشناران)
قلعة نو (بالفارسية: قلعه نو) هي قرية تقع في قسم تشناران الريفي (مقاطعة تشناران) في إيران. يقدر عدد سكانها بـ 95 نسمة بحسب إحصاء 2016.